# Anderson Bruford Wakeman Howe
Pour les articles homonymes, voir Anderson et Howe.
 (janvier 2021).
Si vous disposez d'ouvrages ou d'articles de référence ou si vous connaissez des sites web de qualité traitant du thème abordé ici, merci de compléter l'article en donnant les références utiles à sa vérifiabilité et en les liant à la section « Notes et références ».
Anderson Bruford Wakeman Howe, également connu sous le sigle ABWH, est un supergroupe de rock progressif britannique, formé en 1988 par quatre anciens musiciens du groupe Yes : le chanteur Jon Anderson, le batteur Bill Bruford, le claviériste Rick Wakeman et le guitariste Steve Howe. La basse est jouée par Tony Levin que Bruford connaît bien puisqu'ils ont joué ensemble au sein de King Crimson. Le groupe enregistre deux albums en studio, le premier, homonyme, sorti en 1989, suivi de deux autres en concert : An Evening Of Yes Music Plus (1993) et Live At The NEC (2012). Le second album studio est Union de Yes, résultant de la fusion entre ABWH et celui de Yes, bien que les musiciens des deux groupes n'ont pas joué ensemble.

## Biographie
D'après Anderson, ABWH est, lors de sa création, une reformation du groupe Yes, mais le nom du groupe est alors copropriété de Steve Howe, Alan White et Chris Squire. White et Squire continuant, à ce moment, à publier des albums sous le nom de Yes, il n'est pas possible pour le nouveau groupe de l'utiliser. Anderson propose alors comme nom The Affirmative qui est refusé par les autres membres. No est également proposé sans plus de succès. Alors à l'instar de Crosby, Stills, Nash and Young ou d'Emerson, Lake and Palmer, les musiciens ont décidé de nommer le groupe d'après leurs noms de familles respectifs.
L'album de cette formation est ce qui se rapproche le plus du son original de Yes, selon les fans du groupe, qui préfèrent suivre ABWH plutôt que Yes. L'album se vend mieux que toute parution du Yes contemporain, et les concerts font salle comble, surtout avec l'appellation « An Evening Of Yes Music Plus »… Les fans ne sont pas satisfaits du son un peu trop commercial de 90125 et surtout Big Generator : ils veulent entendre les vieux succès du groupe joués par les musiciens qui les ont composés, ce qui explique le succès de ABWH par rapport au Yes de l'époque.
Certaines pièces de l'album - notamment Teakbois - contiennent des influences latines et caribéennes, alors que la chanson Let's Pretend est composée en partenariat par Vangelis et Jon Anderson en 1986 mais mise de côté, devenant ainsi une pièce inédite du duo avant d'être reprise par ABWH.
Après plusieurs actions judiciaires entre ABWH (Yes East) et Yes (Yes West), un terrain d'entente est finalement trouvé et les deux formations se rejoignent pour n'en former qu'une seule afin de créer l'album Union, qui marque la fin de la confrontation. Ensuite, les huit musiciens de Yes se retrouveront pour une tournée mondiale, avant que Bruford, Wakeman et Howe ne quittent le groupe à nouveau. En 2018, Jon Anderson et Rick Wakeman formeront un autre supergroupe, Anderson, Rabin, Wakeman avec le guitariste Trevor Rabin qui avait remplacé Steve Howe avec Yes.

## Membres
- Jon Anderson - chant, guitare acoustique, percussions, harpe
- Bill Bruford - batterie, percussions
- Rick Wakeman - claviers
- Steve Howe - guitares électriques et acoustiques, guitare pedal steel, chœurs

### Musiciens additionnels
- Tony Levin - basse (album et tournée britannique)
- Jeff Berlin - basse (tournée américaine, en remplacement de Tony Levin malade)
- Milton McDonald - guitare rythmique (album et tournée)
- Matt Clifford - claviers, programmation, orchestration, chœurs (album)
- Julian Colbeck - claviers (tournée)
- Deborah Anderson, Tessa Niles, Carol Kenyon, Frank Dunnery, Chris Kimsey : chœurs (album)
- Emerald Isle Community Singers, Montserrat : chœurs (album)
- Joe Hammer : programmation des percussions (album)

### Chronologie
Chronologie des quatre membres dans Yes, ABWH et ARW

## Discographie

### Album studio
- 1989 : Anderson Bruford Wakeman Howe (classé no 14[2])

1. Themes - 5:58 (Anderson Wakeman Bruford Howe)
  - Sound
  - Second Attention
  - Soul Warrior
2. Fist of fire - 3:27 (Anderson Wakeman Bruford Howe)
3. Brother of Mine - 10:18 (Anderson Wakeman Bruford Howe Geoff Downes)
  - The Big Dream
  - Nothing Can Come Between Us
  - Long Lost Brother of Mine
4. Birthright - 6:02 (Anderson Wakeman Bruford Howe Max Bacon)
5. The Meeting - 4:21 (Anderson Wakeman Bruford Howe)
6. Quartet - 9:22 (Anderson Wakeman Bruford Howe Dowling)
  - I Wanna Learn
  - She Gives Me Love
  - Who Was the First
  - I'm Alive
7. Teakbois - 7:39 (Anderson Wakeman Bruford Howe)
8. Order of the Universe - 9:02 (Anderson Wakeman Bruford Howe Laurence)
  - Order Theme
  - Rock Gives Courage
  - It's So Hard to Grow
  - The Universe
9. Let's Pretend - 2:56 (Anderson Wakeman Bruford Howe Vangelis)

- 1991 : Union de Yes (classé 7e)
  - Le groupe ABWH est présent sur l'album à l'exception de quatre chansons jouées par le groupe Yes avec Anderson au chant.

### Album suggéré
- 2006 : Watching The Flags That Fly (issu des bootlegs We Make Believe et Yesoteric de 1990, ainsi que des démos personnelles de Jon Anderson, enregistrées dans le sud de la France en 1990, en vue du second album A.B.W.H. qui ne verra jamais le jour et dont le titre de travail était Dialogue)

### Singles
- Order of the Universe (1989)
- Brother of Mine (1989)
- I'm Alive (1989)

On peut trouver sur ces singles deux titres inédits de ABWH :
- Quartet (I'm Alive) (Single Edit) (Anderson/Howe/Wakeman/Bruford) - 3.15 : c'est une reprise du morceau I'm Alive extrait de la chanson Quartet de l'album, avec des paroles et mélodies supplémentaires.
- Vultures In The City (Anderson/Howe/Bruford/Wakeman) - 5.50 : c'est un dérivé du titre Rare Birds de Steve Howe, publié sur son album de démos Homebrew en 1996.

On peut trouver ces deux titres sur la version deluxe de l'album de 1989 (2 CD) publiée par le label Gonzo Multimedia en 2011.

### Albums Live
- 1993 : An Evening Of Yes Music Plus (recorded at the Shoreline Amphitheatre in Mountain View, California on 9 September 1989)
- 2012 : Live At The NEC oct 24th 1989

## Vidéographie
- 1989 : In The Big Dream - A Video Compilation
- 1993 : An Evening Of Yes Music Plus (live, recorded at the Shoreline Amphitheatre in Mountain View, California on 9 September 1989)
- 2012 : ABWH - off the wall - A short film by Julian Colbeck (sur Live At The NEC oct 24th 1989, édition Deluxe 2CD/1DVD)[3]

## Développement
- Second Attention (2e partie de la chanson Themes) est, au niveau des paroles, un développement du texte Words from Hydra écrit par Jon Anderson lors de son séjour sur l'île de Hydra (Grèce) durant l'été 1988. On peut trouver ce texte sur le programme de la tournée ABWH de 1989.
- Fist Of Fire est publiée dans une version alternative sur la compilation In a Word: Yes (1969 -) de 2002.
- The Big Dream (1re partie de la chanson Brother of Mine) est à l'origine une chanson de Steve Howe, intitulée Full Moon et plus tard retravaillée sous le titre At The Full Moon. Elle est écrite après un rêve de réalité virtuelle fait par Steve durant une nuit de pleine lune. Ce dernier demande par la suite à Jon Anderson de réécrire les paroles, plus en profondeur et en se basant sur l'expérience qu'il avait vécue. On peut trouver la composition Full Moon sur l'album Homebrew 6 (2016) de Steve Howe et la composition At The Full Moon sur son album Homebrew (1996).
- Long Lost Brother Of Mine (3e partie de la chanson Brother of Mine) est écrite avec la collaboration indirecte de Geoffrey Downes : en 1984, commencent les sessions d'enregistrement de ce qui deviendra l'album Astra, par le groupe Asia. Ces sessions voient le retour du chanteur John Wetton et, par voie de conséquence[réf. nécessaire], le départ du guitariste Steve Howe.
- L'une des chansons travaillées pour cet album - mais qui n'y figurera finalement pas - s'intitule Lost In America. Elle est écrite par Wetton et Downes. L'ayant entendue, Steve Howe en apprécie le refrain, qu'il conserve pour une de ses compositions baptisée Never Stop Learning, cosignée avec Downes mais qu'il enregistre en solo. Pour cette dernière, il écrit également des paroles, inspirées par le départ de son frère Phil pour la Nouvelle-Zélande bien des années auparavant, et avec lequel il a perdu contact (Long lost brother of mine).
- Une version de travail de Never Stop Learning, mais plus proche musicalement de Lost In America, est également connue sous le titre Have You Forgotten Love ?. Elle bénéficie également de la co-signature Howe / Downes mais cette fois, ils enregistrent le titre tous les deux. En dernier lieu, Jon Anderson retravaille et développe les paroles de Never Stop Learning, pour les rendre plus universelles, et aboutir à la version finale.
- On peut trouver la démo Lost In America de Wetton et Downes dans leur album éponyme de 2001. La chanson Never Stop Learning de Steve Howe est disponible sur son album Homebrew de 1996; et son album Homebrew 4 de 2009 contient la composition Have You Forgotten Love ?.
- Birthright est présentée par un texte explicatif dans le livret de l'album : en 1954, dans le but de maintenir l'équilibre des forces entre le bloc de l'Est et le bloc de l'Ouest, le gouvernement britannique fit exploser sa première bombe atomique à Woomera. À l'époque, les autorités ne réussirent pas à prévenir tous les peuples Aborigènes. Encore aujourd'hui, les Aborigènes s'en souviennent comme du « jour du nuage ». Par ailleurs, dans les dernières secondes de la chanson, on entend Jon Anderson réciter quelques mots dans un langage indéfini. Dans le contexte de ce morceau, il a souvent été dit qu'il s'agissait d'un dialecte aborigène. Or il ne s'agit pas d'un langage connu mais d'une création de Jon. Ainsi, comme il l'a fait en d'autres occasions, il invente des mots et suites de mots, choisis non pour leur sens mais pour l'intérêt qu'ils présentent par la musicalité découlant de leur prononciation orale. Et il les insère à la fin de la chanson en les associant à la musique. L'évolution de cette chanson s'est faite en plusieurs étapes : en 1987, le supergroupe GTR (incluant notamment Steve Howe, Steve Hackett et Max Bacon) voit le départ de plusieurs de ses membres. Désireux de poursuivre l'aventure, Steve Howe réunit plusieurs musiciens dans son studio du Devon. Cette nouvelle formation ('Howe and friends') enregistre quelques démos, parmi lesquelles le titre Big Enough (ou This World's Big Enough, selon les sources), chanté par Max Bacon. Le groupe n'ira pas plus loin, et Steve Howe va retourner à une carrière solo. Il retravaille et réenregistre alors la chanson Big Enough, qui devient le titre Red and White. L'ayant entendu, Jon Anderson le retravaille à son tour. Le résultat final aboutira à la chanson Birthright, interprétée par Anderson, Bruford, Wakeman, Howe.
- On peut trouver la démo This World's Big Enough sur le bootleg Nerotrend du groupe GTR. La chanson Red and White est disponible sur l'album Homebrew (1996) de Steve Howe.
- The Meeting résulte du croisement de deux compositions distinctes : d'une part la chanson Nina de l'album The Family Album de Rick Wakeman (1987); d'autre part la chanson The Meaning of Your Love de Jon Anderson dont on peut trouver une version démo sur son album Searching for the songs (2006).
- I Wanna Learn (1re partie de la chanson Quartet) est un dérivé de la combinaison de 2 compositions de Steve Howe : The Go Between, pièce instrumentale qui a été utilisée comme introduction; et More About You, dont le refrain a été repris. On peut trouver la chanson The Go Between sur l'album Homebrew 2 (2000) de Steve Howe et la chanson More About You sur Homebrew (1996). Par ailleurs, on peut entendre une version alternative de The Go Between, avec des paroles  sous le titre What Am I ?, sur Homebrew 4 (2009) de Steve Howe.
- She Gives Me Love (2e partie de la chanson Quartet) fait un clin d'œil direct aux chansons du groupe Yes :
  - Le premier couplet mentionne la chanson Long Distance Runaround, de l'album Fragile (1971) de Yes, tandis qu'en arrière-plan on entend chanter : « What happened to this song / We once knew so well ? / Signed promise for moments / Caught within the spell  »: extrait de la chanson The Revealing Science Of God (Dance Of The Dawn), de l'album Tales from Topographic Oceans (1973) de Yes.
  - Le deuxième couplet mentionne la chanson South Side Of The Sky, de l'album Fragile de Yes et la chanson The Gates Of Delirium, de l'album Relayer (1974) de Yes, tandis qu'en arrière-plan on entend chanter : « A river, a mountain to be crossed / The sunshine...» : extrait de la chanson South Side Of The Sky, puis : « Soon, oh soon the light » : extrait de la chanson Soon tirée  de The Gates Of Delirium.
  - Le dernier couplet mentionne la chanson Awaken, de l'album Going for the One (1977) de Yes et la chanson Roundabout, de l'album Fragile de Yes, tandis qu'en arrière-plan on entend chanter : « In and around the lake / In and around the lake / In and around the lake » : extrait de la chanson Roundabout.
- I'm Alive (4e partie de la chanson Quartet) provient d'une démo de Steve Howe, co-écrite avec Jon Anderson, intitulée Between Your Smiles. On peut la trouver sur l'album Homebrew 3 (2005) de Steve Howe.
- Teakbois est le nom d'un café créole où le groupe jouait, et le sous-titre The Life And Times Of Bobby Dread évoque Jon Anderson lui-même : il s'agit d'un nom d'emprunt qu'il utilisait dans les hôtels.
- Order Of The Universe trouve l'une de ses origines dans un texte de George Ohsawa (Macrobiotic Foundation) : les sept principes de l'ordre établi de l'univers :
  - Toutes les choses existantes sont les composants différenciés d'un infini.
  - Toute chose évolue.
  - Tous les antagonismes sont complémentaires.
  - Rien ne se reproduit à l'identique.
  - Ce qui a un devant a un derrière.
  - Plus grand est le devant / Plus grand est le derrière.
  - Ce qui a un commencement a une fin.
- En 1982, ce texte inspire également à Steve Howe la chanson Barren Land, dans laquelle on peut entendre l'expression The Order Of The Universe; Cette chanson est au départ prévue pour le groupe Asia. Cependant, comme elle est sujet à controverse (car elle traite de la situation - désespérée - des Indiens d'Amérique), Steve réécrit les paroles, et Barren Land devient The Opening Line. Par la suite, avec de nouvelles paroles de John Wetton mais en conservant la mélodie d'origine, The Opening Line devient la chanson Lying To Yourself, interprétée par le groupe Asia. Elle est publiée en 1983, en face B de leur single The Smile Has Left Your Eyes; puis sur leur EP Aurora en 1986. On peut trouver la chanson originale Barren Land sur l'album Homebrew (1996) de Steve Howe.
- Let's Pretend est une composition cosignée Anderson/Howe/Wakeman/Bruford/Vangelis. Cette composition est à l'origine une démo inachevée et jamais publiée de Jon & Vangelis, également intitulée Let's Pretend et datant environ de 1986. On peut trouver cette démo sur de nombreux supports Bootleg de Jon Anderson et Vangelis.
- En 2011, le label Voiceprint / Gonzo Multimedia ressort l'album Anderson Bruford Wakeman Howe, avec des titres bonus. Sur l'édition deluxe de cette nouvelle version de l'album, on peut trouver en bonus caché la démo Distant Thunder interprétée par Jon Anderson, Bill Bruford, Rick Wakeman et Steve Howe.
- Distant Thunder est à l'origine une démo inachevée et jamais publiée de Jon & Vangelis datant environ de 1986. On peut trouver cette démo sur de nombreux supports Bootleg en lien avec Jon Anderson et Vangelis. Elle fut retravaillée sous ce titre par Jon Anderson avec Bill Bruford, Rick Wakeman et Steve Howe pour leur album mais, restée à nouveau au stade de démo, elle n'est pas publiée à l'époque. Elle est ultérieurement retravaillée par Jon Anderson avec Chris Squire pour Yes et fut enfin officiellement publiée, sous 2 versions différentes et sous la cosignature Anderson/Vangelis/Squire, dans les albums Keys To Ascension 2 (1997) et Keystudio (2001) de Yes sous le titre Children Of Light.